# Yonsuk (cràter)
Yonsuk és un cràter d'impacte en el planeta Venus de 8,5 km de diàmetre. Porta el nom d'un antropònim coreà, i el seu nom va ser aprovat per la Unió Astronòmica Internacional el 1997.